# Лесная Поляна (Ульяновская область)
Лесная Поляна — посёлок в Старомайнском районе Ульяновской области. Входит в состав Кандалинского сельского поселения. 

## География
Расстояние до районного центра: Старая Майна 22 км.
Расстояние до областного центра: Ульяновск 64 км.

## История
Возник посёлок в двадцатых годах 20 столетия. Изначально посёлок назывался Лесозавод, в 1930 году здесь было 30 дворов и 120 жителей. 
К концу лета 1937 года посёлок Лесозавода переоборудован под Исправительную Трудовую Колонию (ИТК-11).
В 1950-е годы функционировала узкоколейная железная дорога «Лесозавод — станция Бряндино», построенная для доставки древесины, заготавливавшейся заключёнными ИТК-11 (разобрана в 1960-е годы). 
Лагерь просуществовал до 1964 года, после его ликвидации посёлок стал заново перестраиваться, вернув прежнее название — посёлок Лесозавод. 
В 1965 году Указом Президиума ВС РСФСР посёлок лесозавода переименован в Лесная Поляна.  
В посёлке есть начальная школа, медпункт, лесозавод. От бывшего лагеря остались лишь переоборудованные под квартиры барак усиленного режима (БУР) и штрафной изолятор (ШИЗО), да лесозавод.

## Население
| 2010 |
| ---- |
| 281  |